# Stanisław Duszczyk

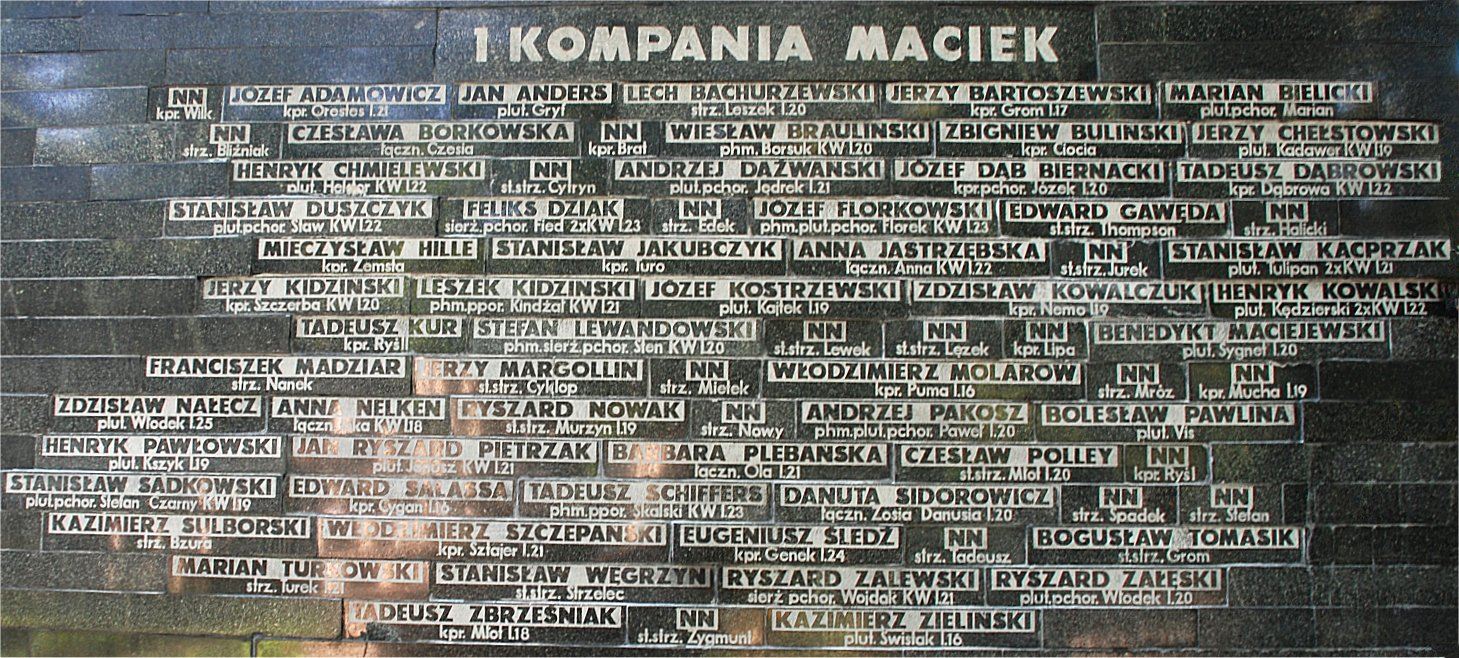
Mogiła symboliczna na Wojskowych Powązkach. Nazwisko Stanisława Duszczyka znajduje się w 4. rzędzie

Stanisław Duszczyk ps. Staw (ur. 11 kwietnia 1923 w Żakówku w powiecie Mińsk Mazowiecki, zm. 2 września 1944 w Warszawie) – plutonowy podchorąży, uczestnik powstania warszawskiego jako dowódca 3 drużyny w II plutonie 1. kompanii „Maciek” batalionu „Zośka” Zgrupowania „Radosław” Armii Krajowej. Syn Aleksandra.

## Życiorys
W powstaniu warszawskim walczył na Starym Mieście.
Został zamordowany przez żołnierzy niemieckich w dniu 2 września 1944 w szpitalu powstańczym przy ul. Długiej 7 na Starym Mieście. Miał 21 lat.
Został odznaczony Krzyżem Walecznych. Jego symboliczna mogiła znajduje się na Powązkach Wojskowych w Warszawie.